# مينغ الجنوبية
كانت مينغ الجنوبية (بالصينية: 南明، بكتابة بينيين: Nán Míng)، التي عُرفت رسميًا باسم مينغ العظمى (بالصينية: 大明، بكتابة بينيين: Dà Míng)، مجموعة من بقايا الدول الموالية التي حكمتها عشيرة تشو في جنوب الصين عقب انهيار سلالة مينغ الحاكمة في عام 1644. انتهت سلالة مينغ حين حاصرت قوات سلالة شون بقيادة لي زيتشنغ بكين وأقدم تشونغزين، آخر أباطرة مينغ، على الانتحار. آنذاك فتح الجنرال وو سانغوي، الذي ينتمي إلى سلالة مينغ، بوابات معبر شانهاي في القسم الشرقي من السور العظيم أمام ألوية سلالة تشينغ متعددة الإثنيات، على أمل استخدامها لإبادة قوات شون. فر مؤيدو سلالة مينغ إلى نانجينغ، حيث توجوا زو يوسونغ في منصب الإمبراطور هونغوانغ، وشكّل ذلك الحدث نقطة البداية لمينغ الجنوبية. استمر نظام نانجينغ حتى عام 1645، حين حاصرت قوات تشينغ المدينة. وفي ما بعد، سيطرت على المشهد مجموعة متلاحقة من المدعين في عدة مدن صينية جنوبية.
كان نظام نانجينغ يفتقر إلى الموارد التي تتيح له دفع أتعاب الجنود وإمدادهم، فترك الجنود الخدمة ليتعيشوا من الأرض وينهبوا الريف، وكان سلوكهم شائنًا إلى درجة رفض المدن –التي تستطيع- دخولهم إليها. حصل مسؤول البلاط شي كيفا على مدافع حديثة ونظم المقاومة في يانغتشو. سحقت المدافع أعدادًا كبيرة من جنود تشينغ، لكن ذلك لم يزد الناجين منهم إلا غضبًا. وبعد سقوط مدينة يانغتشو في مايو 1645، بدأ شعب مانشو عمليات ذبح ونهب واسعة النطاق واستعبدوا جميع النساء والأطفال في سياق مذبحة يانغتشو سيئة السمعة. سقطت نانجينغ في أيدي تشينغ دون إبطاء في 6 يونيو وأخِذ أمير فو إلى بكين وأعدِم هناك في عام 1646.
استجابت الطبقة المثقفة في المقاطعات للأخبار القادمة من يانغتشو ونانجينغ بانفعال جياش، فحشد البعض ميليشيات خاصة به وتحول إلى قائد مقاومة. كُرم شي وظهرت موجة من التضحيات البائسة التي قدمها الموالون الذين تعهدوا بمسح عار نانجينغ. وبحلول أواخر عام 1646، انحسرت الأعمال البطولية واستعادت سلالة تشينغ الغلبة. تبوأ مدعون بارزون من سلالة مينغ سدة الحكم في فوزهو (1645-1646) وغوانزو (1646-1647) وأنلونغ (1652-1659). وحافظ أمير نينغجينغ على مكانته في مملكة تونغنينغ (التي كانت تقوم في مدينة تاينان الحالية في تايوان) حتى عام 1683.
صُورت نهاية مينغ ونظام نانجينغ اللاحق ضمن مروحة زهر الدراق، وهو عمل كلاسيكي من الأدب الصيني. وقد رُبط اضطراب هذه الفترة، الذي يشار إليه أحيانًا باسم زلزال سلالتي مينغ وتشينغ، بتراجع في درجة الحرارة العالمية يُعرف باسم العصر الجليدي الصغير. وبسبب الجفاف الحاد الذي أودى بالزراعة، توفرت القوة البشرية المطلوبة لتنظيم العديد من الجيوش الثائرة.